# GP Adria Mobil
GP Adria Mobil – jednodniowy wyścig kolarski rozgrywany w Słowenii. Od pierwszej edycji start i meta co roku znajdują się w Novo mesto. Jest on częścią UCI Europe Tour i posiada kategorię 1.2. Pierwsza edycja miała miejsce w 2015 roku.

## Zwycięzcy
Opracowano na podstawie:
| Rok  | Pierwsze            | Drugie              | Trzecie          |          |
| ---- | ------------------- | ------------------- | ---------------- | -------- |
| 2015 | Marko Kump          | Filippo Fortin      | Mattia Gavazzi   |          |
| 2016 | Filippo Fortin      | Alberto Cecchin     | Eugenio Bani     |          |
| 2017 | Antonio Parrinello  | Nicola Gaffurini    | Stanisłau Bażkou |          |
| 2018 | Filippo Fortin      | Nicola Venchiarutti | Jiří Polnický    |          |
| 2019 | Marko Kump          | František Sisr      | Daniel Auer      |          |
| 2020 | odwołany            | odwołany            | odwołany         | odwołany |
| 2021 | Marijn van den Berg | Filippo Fiorelli    | Adam Ťoupalík    |          |
| 2022 | Maciej Paterski     | Nicola Venchiarutti | Andrea Debiasi   |          |
| 2023 | Tilen Finkšt        | Filippo Fortin      | Luca Colnaghi    |          |
| 2024 | Žak Eržen           | Jakub Mareczko      | Simone Buda      |          |